# Феодор Петрский

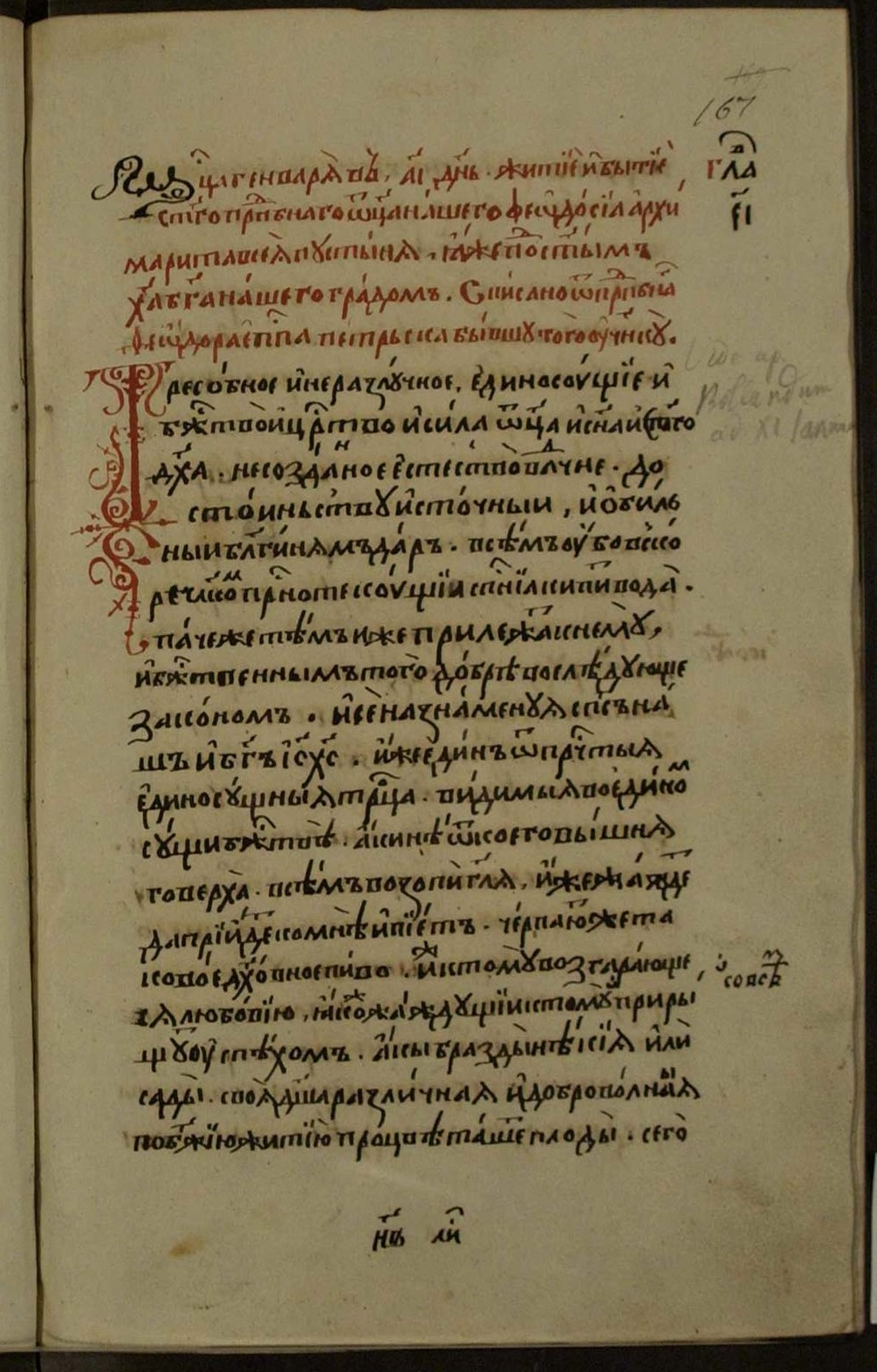
Минея четья месяц генварь, полуустав, написана в 1629 году Германом Тулуповым. В 11 день, житие и бытие преподобного отца нашего Феодосиа архимарита всея пустыня, яже под Святым Христа Бога нашего градом. Списано от преподобного Феодора епископа Петрьска, бывшу того ученику.

Фео́дор Пе́трский (греч. Θεόδωρος ἐπίσκοπος Πετρῶν; вторая половина V века — после 536 года) — епископ города Петры, греческий агиограф.
Сведения о месте и годе рождения Феодора не сохранились. Феодор известен как автор пространного «Жития Феодосия Великого», в котором он называется учеником Феодосия. Феодор Петрский — участник Иерусалимского собора 536 года, он подписал решение этого собора против монофизитов, в котором был подтверждён Халкидонский символ веры.
В греческой агиографии известно фактически два разных «Жития Феодосия Великого». Первое из них, принадлежащее Феодору, отличается риторизмом и растянутостью, оно написано в виде похвального слова и было произнесено в 530 году, через год после смерти преподобного Феодосия. Второе Житие меньшего размера и принадлежит Кириллу Скифопольскому. «Житие Феодосия Великого», написанное Феодором Петрским, было переведено на древнерусский язык и вошло в состав Великих Четьи-Минеи (11 января). Греческие тексты обоих житей были изданы Германом Узенером в 1890 году в книге «Святой Феодосий: тексты Феодора и Кирилла» (нем. «Der heilige Theodosios: Schriften des Theodoros und Kyrillos»). На русский язык оба текста перевёл профессор И. В. Помяловский и издал их в 8 выпуске Палестинского патерика под названием «Житие иже во Святых отца нашего Аввы Феодосия Киновиарха» в 1895 году, второе издание — в 1899 году. «Житие св. Феодосия Великого» Феодора Петрского на древнерусском языке входит в январский том Великих Четьи-Минеи, изданный в 1914 году.